# Borussia Verein für Leibesübungen 1900 Mönchengladbach 2019-2020
Questa voce raccoglie le informazioni riguardanti il Borussia Verein für Leibesübungen 1900 Mönchengladbach nelle competizioni ufficiali della stagione 2019-2020.

## Stagione
Nella stagione 2019-2020 il Borussia Mönchengladbach, allenato da Marco Rose, concluse il campionato di Bundesliga al 4º posto. In Coppa di Germania il Borussia Mönchengladbach fu eliminato al secondo turno dal Borussia Dortmund. In Europa League il Borussia Mönchengladbach fu eliminato nella fase a gironi.

## Rosa
| N. |                        | Ruolo | Calciatore       |
| -- | ---------------------- | ----- | ---------------- |
| 1  | Svizzera (bandiera)    | P     | Yann Sommer      |
| 4  | Francia (bandiera)     | D     | Mamadou Doucouré |
| 5  | Germania (bandiera)    | C     | Tobias Strobl    |
| 6  | Germania (bandiera)    | C     | Christoph Kramer |
| 7  | Germania (bandiera)    | A     | Patrick Herrmann |
| 8  | Svizzera (bandiera)    | C     | Denis Zakaria    |
| 10 | Francia (bandiera)     | A     | Marcus Thuram    |
| 11 | Brasile (bandiera)     | A     | Raffael          |
| 13 | Germania (bandiera)    | C     | Lars Stindl      |
| 14 | Francia (bandiera)     | A     | Alassane Pléa    |
| 16 | Guinea (bandiera)      | A     | Ibrahima Traoré  |
| 17 | Svezia (bandiera)      | D     | Oscar Wendt      |
| 18 | Austria (bandiera)     | D     | Stefan Lainer    |
| 19 | Stati Uniti (bandiera) | C     | Fabian Johnson   |
| 21 | Germania (bandiera)    | P     | Tobias Sippel    |

| N. |                        | Ruolo | Calciatore      |
| -- | ---------------------- | ----- | --------------- |
| 22 | Slovacchia (bandiera)  | C     | László Bénes    |
| 23 | Germania (bandiera)    | A     | Jonas Hofmann   |
| 24 | Germania (bandiera)    | D     | Tony Jantschke  |
| 25 | Algeria (bandiera)     | D     | Ramy Bensebaini |
| 26 | Germania (bandiera)    | C     | Torben Müsel    |
| 27 | Portogallo (bandiera)  | C     | Famana Quizera  |
| 28 | Germania (bandiera)    | D     | Matthias Ginter |
| 30 | Svizzera (bandiera)    | D     | Nico Elvedi     |
| 31 | Germania (bandiera)    | P     | Max Grün        |
| 32 | Germania (bandiera)    | C     | Florian Neuhaus |
| 33 | Turchia (bandiera)     | D     | Kaan Kurt       |
| 34 | Irlanda (bandiera)     | C     | Conor Noß       |
| 36 | Svizzera (bandiera)    | A     | Breel Embolo    |
| 37 | Inghilterra (bandiera) | A     | Keanan Bennetts |
| 39 | Germania (bandiera)    | C     | Aaron Herzog    |

## Maglie e sponsor
| Casa | Trasferta | Terza maglia |

## Organigramma societario
Area tecnica
- Preparatori atletici:
- Allenatore in seconda: Frank Geideck, René Marić, Oliver Neuville, Alexander Zickler
- Preparatore dei portieri: Uwe Kamps, Steffen Krebs
- Analisi video: Dominik Mews, Philipp Schützendorf
- Allenatore: Marco Rose

## Calciomercato

### Sessione estiva
| Acquisti | Acquisti        | Acquisti      | Acquisti |
| R.       | Nome            | da            | Modalità |
| -------- | --------------- | ------------- | -------- |
| D        | Ramy Bensebaini | Rennes        |          |
| A        | Marcus Thuram   | Guingamp      |          |
| C        | László Bénes    | Holstein Kiel |          |
| A        | Breel Embolo    | Schalke 04    |          |
| P        | Max Grün        | Darmstadt     |          |
| D        | Stefan Lainer   | Salisburgo    |          |

| Cessioni | Cessioni         | Cessioni          | Cessioni |
| R.       | Nome             | a                 | Modalità |
| -------- | ---------------- | ----------------- | -------- |
| D        | Michael Lang     | Werder Brema      |          |
| C        | Mickaël Cuisance | Bayern Monaco     |          |
| A        | Josip Drmić      | Norwich City      |          |
| D        | Mandela Egbo     | Darmstadt         |          |
| A        | Thorgan Hazard   | Borussia Dortmund |          |
| P        | Moritz Nicolas   | Union Berlino     |          |

### Sessione invernale
| Acquisti | Acquisti | Acquisti | Acquisti |
| R.       | Nome     | da       | Modalità |
| -------- | -------- | -------- | -------- |

| Cessioni | Cessioni             | Cessioni       | Cessioni |
| R.       | Nome                 | a              | Modalità |
| -------- | -------------------- | -------------- | -------- |
| A        | Charalambos Makridis | Jahn Ratisbona |          |
| D        | Jordan Beyer         | Amburgo        |          |
| A        | Julio Villalba       | Altach         |          |
| D        | Andreas Poulsen      | Austria Vienna |          |

## Risultati

### Bundesliga

#### Girone di andata
| Mönchengladbach 17 agosto 2019, ore 18:30 CEST 1ª giornata | Borussia M'gladbach | 0 – 0 referto | Schalke 04 | Stadion im Borussia-Park (54 022 spett.)\| Arbitro: \| Brych \| |
| Arbitro:                                                   | Brych               |               |            |                                                                 |

| Arbitro: | Petersen |

|             |           |                                |
| Quaison 18’ | Marcatori | 31’ Lainer 77’ Pléa 79’ Embolo |

| Arbitro: | Jablonski |

|            |           |                      |
| Embolo 90’ | Marcatori | 38’, 47’, 90’ Werner |

| Arbitro: | Aytekin |

|  |           |          |
|  | Marcatori | 14’ Pléa |

| Arbitro: | Dingert |

|                 |           |         |
| Thuram 74’, 87’ | Marcatori | 6’ Nuhu |

| Arbitro: | Osmers |

|  |           |                                 |
|  | Marcatori | 43’ Pléa 65’ Thuram 83’ Neuhaus |

| Arbitro: | Schröder |

|                                                 |           |                   |
| Zakaria 2’ Herrmann 8’, 13’ Pléa 39’ Embolo 83’ | Marcatori | 80’ Niederlechner |

| Arbitro: | Stegemann |

|          |           |  |
| Reus 58’ | Marcatori |  |

| Arbitro: | Schlager |

|                                             |           |                           |
| Thuram 28’ Wendt 45’ Elvedi 75’ Zakaria 85’ | Marcatori | 59’ Costa 79’ Hinteregger |

| Arbitro: | Siebert |

|             |           |                      |
| Volland 25’ | Marcatori | 18’ Wendt 42’ Thuram |

| Arbitro: | Stieler |

|                                  |           |                 |
| Bensebaini 20’ Herrmann 22’, 59’ | Marcatori | 90’ Bittencourt |

| Arbitro: | Brych |

|                        |           |  |
| Ujah 15’ Andersson 90’ | Marcatori |  |

| Arbitro: | Zwayer |

|                                        |           |                     |
| Thuram 3’ Embolo 46’, 71’ Herrmann 51’ | Marcatori | 6’ Schmid 58’ Höler |

| Arbitro: | Fritz |

|                            |           |             |
| Bensebaini 60’, 90’ (rig.) | Marcatori | 49’ Perišić |

| Arbitro: | Brych |

|                         |           |            |
| Schlager 13’ Arnold 90’ | Marcatori | 15’ Embolo |

| Arbitro: | Kampka |

|                            |           |  |
| Pléa 46’ Stindl 67’ (rig.) | Marcatori |  |

| Berlino 21 dicembre 2019, ore 18:30 CET 17ª giornata | Hertha Berlino | 0 – 0 referto | Borussia M'gladbach | Stadio Olimpico (50 208 spett.)\| Arbitro: \| Osmers \| |
| Arbitro:                                             | Osmers         |               |                     |                                                         |

#### Girone di ritorno
| Arbitro: | Aytekin |

|                            |           |  |
| Serdar 48’ Gregoritsch 58’ | Marcatori |  |

| Arbitro: | Zwayer |

|                           |           |             |
| Pléa 24’, 76’ Neuhaus 88’ | Marcatori | 11’ Quaison |

| Arbitro: | Stieler |

|                       |           |                      |
| Schick 50’ Nkunku 89’ | Marcatori | 24’ Pléa 35’ Hofmann |

| Arbitro: | Aytekin |

|                            |           |         |
| Embolo 32’ Meré 70’ (aut.) | Marcatori | 81’ Uth |

| Arbitro: | Siebert |

|            |           |                                         |
| Thommy 29’ | Marcatori | 22’ Hofmann 51’, 77’ Stindl 82’ Neuhaus |

| Arbitro: | Brych |

|            |           |                   |
| Ginter 11’ | Marcatori | 90’ Lucas Ribeiro |

| Arbitro: | Schmidt |

|                           |           |                                |
| Löwen 57’ Finnbogason 83’ | Marcatori | 49’ Bensebaini 53’, 79’ Stindl |

| Arbitro: | Stegemann |

|            |           |                      |
| Stindl 50’ | Marcatori | 8’ Hazard 71’ Hakimi |

| Arbitro: | Zwayer |

|           |           |                                         |
| Silva 81’ | Marcatori | 1’ Pléa 7’ Thuram 73’ (rig.) Bensebaini |

| Arbitro: | Storks |

|            |           |                                   |
| Thuram 52’ | Marcatori | 7’, 58’ (rig.) Havertz 81’ Bender |

| Brema 26 maggio 2020, ore 20:30 CEST 28ª giornata | Werder Brema | 0 – 0 referto | Borussia M'gladbach | Wohninvest Weserstadion (0 spett.)\| Arbitro: \| Gräfe \| |
| Arbitro:                                          | Gräfe        |               |                     |                                                           |

| Arbitro: | Willenborg |

|                                      |           |               |
| Neuhaus 17’ Thuram 41’, 59’ Pléa 81’ | Marcatori | 50’ Andersson |

| Arbitro: | Schmidt |

|              |           |  |
| Petersen 58’ | Marcatori |  |

| Arbitro: | Zwayer |

|                          |           |                   |
| Zirkzee 26’ Goretzka 86’ | Marcatori | 37’ (aut.) Pavard |

| Arbitro: | Schröder |

|                             |           |  |
| Hofmann 10’, 30’ Stindl 65’ | Marcatori |  |

| Arbitro: | Welz |

|            |           |                                    |
| Michel 53’ | Marcatori | 4’ Herrmann 55’ (rig.), 73’ Stindl |

| Arbitro: | Aytekin |

|                       |           |              |
| Hofmann 7’ Embolo 78’ | Marcatori | 90’ Ibišević |

### Coppa di Germania
| Arbitro: | Hartmann |

|  |           |            |
|  | Marcatori | 19’ Thuram |

| Arbitro: | Cortus |

|                 |           |            |
| Brandt 77’, 80’ | Marcatori | 71’ Thuram |

### UEFA Europa League

#### Fase a gironi
| Arbitro: | Bognár |

|  |           |                                             |
|  | Marcatori | 13’ Weissman 31’, 68’ Leitgeb 41’ Ritzmaier |

| Arbitro: | Attwell |

|           |           |              |
| Višća 55’ | Marcatori | 90’ Herrmann |

| Arbitro: | Collum |

|             |           |                     |
| Zaniolo 32’ | Marcatori | 90+5’ (rig.) Stindl |

| Arbitro: | Gil Manzano |

|                               |           |           |
| Fazio 35’ (aut.) Thuram 90+5’ | Marcatori | 64’ Fazio |

| Arbitro: | Gözübüyük |

|  |           |            |
|  | Marcatori | 60’ Stindl |

| Arbitro: | Sánchez Martínez |

|            |           |                          |
| Thuram 33’ | Marcatori | 44’ Kahveci 90’ Crivelli |

## Statistiche

### Statistiche di squadra
| Competizione      | Punti | In casa | In casa | In casa | In casa | In casa | In casa | In trasferta | In trasferta | In trasferta | In trasferta | In trasferta | In trasferta | Totale | Totale | Totale | Totale | Totale | Totale | DR  |
| Competizione      | Punti | G       | V       | N       | P       | Gf      | Gs      | G            | V            | N            | P            | Gf           | Gs           | G      | V      | N      | P      | Gf     | Gs     | DR  |
| ----------------- | ----- | ------- | ------- | ------- | ------- | ------- | ------- | ------------ | ------------ | ------------ | ------------ | ------------ | ------------ | ------ | ------ | ------ | ------ | ------ | ------ | --- |
| Bundesliga        | 65    | 17      | 12      | 2       | 3       | 40      | 21      | 17           | 8            | 3            | 6            | 26           | 19           | 34     | 20     | 5      | 9      | 66     | 40     | +26 |
| Coppa di Germania | -     | 0       | 0       | 0       | 0       | 0       | 0       | 2            | 1            | 0            | 1            | 2            | 2            | 2      | 1      | 0      | 1      | 2      | 2      | 0   |
| Europa League     | -     | 3       | 1       | 0       | 2       | 3       | 7       | 3            | 1            | 2            | 0            | 3            | 2            | 6      | 2      | 2      | 2      | 6      | 9      | -3  |
| Totale            | 65    | 20      | 13      | 2       | 5       | 43      | 28      | 22           | 10           | 5            | 7            | 31           | 23           | 42     | 23     | 7      | 12     | 74     | 51     | +23 |

### Andamento in campionato
| Giornata  | 1  | 2 | 3 | 4 | 5 | 6 | 7 | 8 | 9 | 10 | 11 | 12 | 13 | 14 | 15 | 16 | 17 | 18 | 19 | 20 | 21 | 22 | 23 | 24 | 25 | 26 | 27 | 28 | 29 | 30 | 31 | 32 | 33 | 34 |
| --------- | -- | - | - | - | - | - | - | - | - | -- | -- | -- | -- | -- | -- | -- | -- | -- | -- | -- | -- | -- | -- | -- | -- | -- | -- | -- | -- | -- | -- | -- | -- | -- |
| Luogo     | C  | T | C | T | C | T | C | T | C | T  | C  | T  | C  | C  | T  | C  | T  | T  | C  | T  | C  | T  | C  | T  | C  | T  | C  | T  | C  | T  | T  | C  | T  | C  |
| Risultato | N  | V | P | V | V | V | V | P | V | V  | V  | P  | V  | V  | P  | V  | N  | P  | V  | N  | V  | V  | N  | V  | P  | V  | P  | N  | V  | P  | P  | V  | V  | V  |
| Posizione | 10 | 7 | 8 | 7 | 6 | 5 | 1 | 1 | 1 | 1  | 1  | 1  | 1  | 1  | 2  | 2  | 2  | 3  | 3  | 4  | 3  | 3  | 3  | 3  | 4  | 3  | 5  | 4  | 4  | 4  | 5  | 5  | 4  | 4  |

Legenda:

Luogo: C = Casa; T = Trasferta. Risultato: V = Vittoria; N = Pareggio; P = Sconfitta.

### Statistiche dei giocatori
| Giocatore     | Bundesliga | Bundesliga | Bundesliga  | Bundesliga | Coppa di Germania | Coppa di Germania | Coppa di Germania | Coppa di Germania | Europa League | Europa League | Europa League | Europa League | Totale   | Totale | Totale      | Totale     |
| Giocatore     | Presenze   | Reti       | Ammonizioni | Espulsioni | Presenze          | Reti              | Ammonizioni       | Espulsioni        | Presenze      | Reti          | Ammonizioni   | Espulsioni    | Presenze | Reti   | Ammonizioni | Espulsioni |
| ------------- | ---------- | ---------- | ----------- | ---------- | ----------------- | ----------------- | ----------------- | ----------------- | ------------- | ------------- | ------------- | ------------- | -------- | ------ | ----------- | ---------- |
| K. Bennetts   | 1          | 0          | 0           | 0          | 0                 | 0                 | 0                 | 0                 | 0             | 0             | 0             | 0             | 1        | 0      | 0           | 0          |
| R. Bensebaini | 19         | 5          | 6           | 1          | 1                 | 0                 | 0                 | 0                 | 6             | 0             | 2             | 0             | 26       | 5      | 8           | 1          |
| J. Beyer      | 3          | 0          | 1           | 0          | 1                 | 0                 | 0                 | 0                 | 0             | 0             | 0             | 0             | 4        | 0      | 1           | 0          |
| L. Bénes      | 22         | 0          | 3           | 0          | 2                 | 0                 | 0                 | 0                 | 4             | 0             | 2             | 0             | 28       | 0      | 5           | 0          |
| M. Doucouré   | 2          | 0          | 0           | 0          | 0                 | 0                 | 0                 | 0                 | 0             | 0             | 0             | 0             | 2        | 0      | 0           | 0          |
| N. Elvedi     | 32         | 1          | 5           | 0          | 2                 | 0                 | 0                 | 0                 | 5             | 0             | 1             | 0             | 39       | 1      | 6           | 0          |
| B. Embolo     | 28         | 8          | 4           | 0          | 1                 | 0                 | 1                 | 0                 | 5             | 0             | 1             | 0             | 34       | 8      | 6           | 0          |
| M. Ginter     | 31         | 1          | 2           | 0          | 1                 | 0                 | 0                 | 0                 | 4             | 0             | 0             | 0             | 36       | 1      | 2           | 0          |
| M. Grün       | 0          | 0          | 0           | 0          | 0                 | 0                 | 0                 | 0                 | 0             | 0             | 0             | 0             | 0        | 0      | 0           | 0          |
| P. Herrmann   | 27         | 6          | 4           | 0          | 1                 | 0                 | 0                 | 0                 | 5             | 1             | 1             | 0             | 33       | 7      | 5           | 0          |
| A. Herzog     | 0          | 0          | 0           | 0          | 0                 | 0                 | 0                 | 0                 | 0             | 0             | 0             | 0             | 0        | 0      | 0           | 0          |
| J. Hofmann    | 24         | 5          | 3           | 0          | 2                 | 0                 | 0                 | 0                 | 3             | 0             | 0             | 0             | 29       | 5      | 3           | 0          |
| T. Jantschke  | 17         | 0          | 6           | 0          | 0                 | 0                 | 0                 | 0                 | 2             | 0             | 0             | 0             | 19       | 0      | 6           | 0          |
| F. Johnson    | 6          | 0          | 0           | 0          | 1                 | 0                 | 0                 | 0                 | 0             | 0             | 0             | 0             | 7        | 0      | 0           | 0          |
| C. Kramer     | 22         | 0          | 4           | 0          | 0                 | 0                 | 0                 | 0                 | 4             | 0             | 3             | 0             | 26       | 0      | 7           | 0          |
| K. Kurt       | 0          | 0          | 0           | 0          | 0                 | 0                 | 0                 | 0                 | 0             | 0             | 0             | 0             | 0        | 0      | 0           | 0          |
| S. Lainer     | 31         | 1          | 9           | 0          | 2                 | 0                 | 0                 | 0                 | 6             | 0             | 1             | 0             | 39       | 1      | 10          | 0          |
| M. Lang       | 0          | 0          | 0           | 0          | 0                 | 0                 | 0                 | 0                 | 0             | 0             | 0             | 0             | 0        | 0      | 0           | 0          |
| V. Lazaro     | 0          | 0          | 0           | 0          | 0                 | 0                 | 0                 | 0                 | 0             | 0             | 0             | 0             | 0        | 0      | 0           | 0          |
| C. Makridis   | 0          | 0          | 0           | 0          | 1                 | 0                 | 0                 | 0                 | 0             | 0             | 0             | 0             | 1        | 0      | 0           | 0          |
| T. Müsel      | 1          | 0          | 0           | 0          | 0                 | 0                 | 0                 | 0                 | 0             | 0             | 0             | 0             | 1        | 0      | 0           | 0          |
| F. Neuhaus    | 30         | 4          | 6           | 0          | 2                 | 0                 | 1                 | 0                 | 5             | 0             | 1             | 0             | 37       | 4      | 8           | 0          |
| C. Noß        | 0          | 0          | 0           | 0          | 0                 | 0                 | 0                 | 0                 | 0             | 0             | 0             | 0             | 0        | 0      | 0           | 0          |
| J. Olschowsky | 0          | 0          | 0           | 0          | 0                 | 0                 | 0                 | 0                 | 0             | 0             | 0             | 0             | 0        | 0      | 0           | 0          |
| A. Pléa       | 27         | 10         | 0           | 2          | 1                 | 0                 | 0                 | 0                 | 5             | 0             | 1             | 0             | 33       | 10     | 1           | 2          |
| A. Poulsen    | 0          | 0          | 0           | 0          | 0                 | 0                 | 0                 | 0                 | 0             | 0             | 0             | 0             | 0        | 0      | 0           | 0          |
| F. Quizera    | 0          | 0          | 0           | 0          | 0                 | 0                 | 0                 | 0                 | 0             | 0             | 0             | 0             | 0        | 0      | 0           | 0          |
| R. Raffael    | 8          | 0          | 0           | 0          | 0                 | 0                 | 0                 | 0                 | 3             | 0             | 0             | 0             | 11       | 0      | 0           | 0          |
| R. Reitz      | 0          | 0          | 0           | 0          | 0                 | 0                 | 0                 | 0                 | 0             | 0             | 0             | 0             | 0        | 0      | 0           | 0          |
| T. Sippel     | 0          | 0          | 0           | 0          | 0                 | 0                 | 0                 | 0                 | 0             | 0             | 0             | 0             | 0        | 0      | 0           | 0          |
| Y. Sommer     | 34         | 0          | 0           | 0          | 2                 | 0                 | 0                 | 0                 | 6             | 0             | 0             | 0             | 42       | 0      | 0           | 0          |
| L. Stindl     | 25         | 9          | 4           | 0          | 1                 | 0                 | 0                 | 0                 | 4             | 2             | 0             | 0             | 30       | 11     | 4           | 0          |
| T. Strobl     | 10         | 0          | 1           | 0          | 1                 | 0                 | 0                 | 0                 | 1             | 0             | 0             | 0             | 12       | 0      | 1           | 0          |
| M. Thuram     | 31         | 10         | 3           | 0          | 2                 | 2                 | 0                 | 0                 | 6             | 2             | 1             | 0             | 39       | 14     | 4           | 0          |
| I. Traoré     | 7          | 0          | 0           | 0          | 0                 | 0                 | 0                 | 0                 | 0             | 0             | 0             | 0             | 7        | 0      | 0           | 0          |
| J. Villalba   | 0          | 0          | 0           | 0          | 0                 | 0                 | 0                 | 0                 | 0             | 0             | 0             | 0             | 0        | 0      | 0           | 0          |
| O. Wendt      | 25         | 2          | 3           | 0          | 2                 | 0                 | 0                 | 0                 | 4             | 0             | 0             | 0             | 31       | 2      | 3           | 0          |
| H. Wolf       | 0          | 0          | 0           | 0          | 0                 | 0                 | 0                 | 0                 | 0             | 0             | 0             | 0             | 0        | 0      | 0           | 0          |
| D. Zakaria    | 23         | 2          | 7           | 0          | 2                 | 0                 | 1                 | 0                 | 6             | 0             | 1             | 0             | 31       | 2      | 9           | 0          |